# (5707) Shevchenko
(5707) Shevchenko est un astéroïde de la ceinture principale.

## Description
(5707) Shevchenko est un astéroïde de la ceinture principale. Il fut découvert le 2 avril 1976 à Naoutchnyï par Nikolaï Tchernykh. Il présente une orbite caractérisée par un demi-grand axe de 2,19 UA, une excentricité de 0,06 et une inclinaison de 4,3° par rapport à l'écliptique.

## Compléments